# Шеповалов, Тимофей Иванович
Тимофей Иванович Шеповалов (10 февраля 1889, Ермаковская, Область Войска Донского, Российская империя — 1962, Москва, СССР) — русский и советский агроном, батрак, краевед, подмосквовед и экономист.

## Биография
Родился 10 февраля 1889 года в станице Ермаковской Области Войска Донского (ныне — Тацынский район Ростовской области) в семье казака. Учился в церковно-приходской школе и после её окончания устроился на работу батраком. В процессе работы на должности батрака самостоятельно подготовился и поступил в землемерное училище. В 1913 году переехал в Москву и посвятил этому городу всю оставшуюся жизнь. Поступил в Петровскую сельскохозяйственную академию и совмещал работу в должности батрака с учёбой. В 1922 году, после окончания академии, защиты аспирантуры и магистратуры был оставлен в академии при кафедре экономики сельского хозяйства, одновременно с этим работал в НИИ сельскохозяйственной экономики. С 1925 по 1941 год занимал работал в научных учреждениях, в трестах и Высшем совете народного хозяйства в должности агронома и экономиста по техническим культурам. В годы Великой Отечественной войны занимал должность начальника сельхозотдела Бауманского района, организовал картофельные огороды для безвозмездного использования жителями Москвы. В 1950-е годы работал старшим научным сотрудником в Институте экономики. Написал кандидатскую диссертацию по истории сахарной промышленности в РСФСР, которая была отклонена перед самой защитой из-за некоторых ошибок в тексте. В послевоенные годы стал историком Московской области, изучал достопримечательности Подмосковья.
Скончался в 1962 году в Москве. Кремирован, урна с прахом захоронена в 18-м колумбарии Донского кладбища.